# Liste des évêques et archevêques de Sorrente
Cette liste recense la liste des évêques puis des archevêques qui se sont succédé sur le siège de Sorrente. En 1986, il est uni au diocèse de Castellammare di Stabia pour donner l'archidiocèse de Sorrente-Castellammare di Stabia.

## Évêques de Sorrente
- Saint René (424-450)
- Saint Valère (453)
- Rosario (mentionné en 499)
- Saint Athanase (514)
- Jean Ier  (591-599/600)
- Saint Amand (600-617)
- Philippe (618-628)
- Jacques (628-630)
- Agapit (mentionné en 645)
- Saint Baculo (660)
- Giaquinto (mentionné en 680)
- Landolfo  (à l'époque du pape Grégoire IV)
- Étienne (871-872)
- Anonyme (mentionné en 876)
- Léopard  (918 )
- Serge (980-990), nommé archevêque de Naples
- Maraldo (mentionné en 1005)

## Archevêques de Sorrente
- Jean II (1059-1071)
- Barbato (1106-1120)
- Ours (mentionné en 1141)
  - Filippo (1149) (évêque élu)
- Rufino (1180/1190)
- Anonyme (mentionné en 1192)
- Alferio (1192-1238 )
- Pierre Ier (1240)
- Pierre II (1252-1259)
- Louis d'Alexandrie (1266-1266)
- Pietro de Corneliaco, O.F.M (1268- ?)
- Giovanni Mastrogiudice (1278-1285)
- Marco Mirabello (1286-1305)
- François (1306-1309)
- Richard (1319-1320)
- Matteo de Capoue, O.F.M (1320-1332)
- Pierre III (1332-1341)
- Andrea Sersale (1341-1349)
- Pierre IV (1348- ?)
- Guglielmo d'Aleyrac (1361- ?)
- Francesco de Fulgineo, O.E.S.A (1374-1390)
- Roberto Brancia (1390-1409), nommé archevêque d'Amalfi
- Angelo (1410-1412), nommé archevêque de Santa Severina
- Bartolomeo de Miserata (1412- ?)
- Antonio Bretone (1440-1442), nommé évêque d'Orange
- Domizio Falangola (1442-1470)
- Scipione Cicinelli (1470-1474), nommé évêque de Tricarico
- Giacomo de Sanctis (1474-1479)
- Nardo Mormile (1480-1493)
- Menelao Gennari (1493-1499)
- Francisco de Remolins (1501-1518)
- Gilberto Remolón (1512-1525)
- Filippo Strozzi, O.P (1525-20 juin)
- Florent Coquerelle (1530-1544)
- Bernardino Silverj Piccolomini (1545-1552)
- Bartolomeo Albano (1552-1558)
- Giulio Pavesi, O.P (1558-1571)
- Lelio Brancaccio (1571-1574), nommé archevêque de Tarente
- Giuseppe Donzelli, O.P (1574-1588)
- Muzio Bongiovanni (1588-1590)
- Carlo Baldini (1591-1598)
- Gerolamo Provenzale (1598-1612)
- Giovanni Antonio Angrisani, C.R (1612-1641)
- Antonio del Pezzo (1642-1659)
- Paolo Suardo, C.O (1659-1679)
- Diego Petra (1680-1699)
- Filippo Anastasio (1699-1724)
- Lodovico Agnello Anastasi (1724-1758)
- Giuseppe Sersale (1758-1759)
- Silvestro Pepe (1759-1803)
- Vincenzo Calà (1805-1817)
- Michele Spinelli, C.R (1818-1824)
- Gabriele Papa (1824-1837)
- Nicola Giuseppe Ugo (1839-1843)
- Domenico Silvestri (1844-1848)
- Leone Ciampa, O.F.M.Disc (1848-1854)
- Francesco Saverio Apuzzo (1855-1871), nommé archevêque de Capoue
- Mariano Ricciardi (1871-1876)
- Leopoldo Ruggiero (1877-1886)
- Giuseppe Giustiniani (1886-1917)
- Paolo Jacuzio (1917-1944)
- Carlo Serena (1945-1972)
- Raffaele Pellecchia (1972-1977)
- Antonio Zama (1977-1986), nommé archevêque de Sorrente-Castellammare di Stabia

## Archevêques de Sorrente-Castellammare di Stabia
- Antonio Zama (1986-1988)
- Felice Cece (1989-2012)
- Francesco Alfano (2012 -)